# كلارا سسيك
كلارا سسيك (بالمجرية: Horváth Klára)‏ (من مواليد 5 أغسطس 1947 )  هي لاعبة كرة يد مجرية سابقة، حصلت على الميدالية الفضية في بطولة العالم .

## روابط خارجية
- كلارا سسيك على موقع اللجنة الأولمبية الدولية (الإنجليزية)
- كلارا سسيك على موقع أوليمبيديا (الإنجليزية)
- كلارا سسيك على موقع اللجنة الأولمبية المجرية (الهنغارية)